# Copa del Rei de futbol 1903
La Copa del Rei de 1903 va ser la primera edició oficialment reconeguda de la Copa del Rei. Va succeir la Copa de la Coronació, de 1902, organitzada per celebrar la coronació del rei Alfons XIII.

## Detalls
La competició es va disputar entre el 6 i el 8 d'abril de 1903, i hi van participar tres equips: l'Athletic Club, l'Espanyol de Barcelona i el Madrid CF.
Durant molts anys es pensà que s'havia disputat en format de lligueta, però en realitat només es disputaren dos partits, un de semifinal i la final.
Com a anècdota, cal destacar que la victòria final de l'Athletic Club propicià que un grup d'espectadors de Bilbao residents a la capital decidissin fundar un club filial de l'Athletic a la ciutat de Madrid, naixent el Athletic Club (Sucursal de Madrid), actual Atlètic de Madrid, a finals d'aquell mateix més d'abril.

## Partits

### Semifinals
| RCD Espanyol | 1–4 | Madrid                                                        |
| ------------ | --- | ------------------------------------------------------------- |
| Cenarro      |     | Armando Giralt · Armando Giralt · José Giralt · Pedro Parages |

 Hipódromo, Madrid

### Final
| Athletic Club                                                       | 3–2 | Madrid                                          |
| ------------------------------------------------------------------- | --- | ----------------------------------------------- |
| Armand Cazeaux 55' · Eduardo Montejo 70' · Alejandro de la Sota 80' |     | Marqués de Valdeterrazo 15' · Sánchez Neyra 40' |

## Campió
| Campions de la Copa del Rei 1903 |
| -------------------------------- |
| · Athletic Club · 1r títol       |